# 森のテグー
『森のテグー』（もりのテグー）は、施川ユウキによる日本のギャグ漫画作品。『ヤングチャンピオン』（秋田書店、第2,第4火曜日発売）にて2008年18号（2008年8月26日発売）から2010年22号（2010年10月26日発売）まで連載された。
とある森で暮らしている不思議な住人たちの日々を描く。1つのネタは2ページ単位で構成され、各ページ8コマずつ描かれている。1つ目のコマにはそのネタのサブタイトルが記される。つまり1つのネタは15コマで描かれる。なお1つ目のネタの1つ目のコマにはサブタイトルと共にメインタイトル（『森のテグー』のロゴ）が記される。掲載頁数は6ページ（第1回のみ12ページ）。ページ下の枠外に、そのページのネタ・テーマに関連した語句の解説文が載ることがある。

## 登場キャラクター
テグー
森に住むネコっぽい生き物。見た目の可愛らしさとは裏腹に、やや理屈屋でシニカルな一面をも持つ。
チポ
おだんご二つの女の子。テグーのクラスメイトで親友。一人暮らしをしているらしい。
先生
テグーの担任の先生。マジメで照れ屋さんらしい。
アンヒューマ（テグーの父）
髭が凛々しいお父さん。風車を管理する仕事に従事しているらしい。
テユー（テグーの母）
時に厳しくテグーを叱るお母さん。
ハラダさん
テグーのお父さんの同僚らしい。とても負けず嫌いな人。
プアン
子パンダ。いつも何かをもぐもぐ咀嚼している。
オロロ
海の精霊。将来は父の跡を継いで灯台守に?
ロンバ（オロロの父）
とっても楽な仕事、灯台守を務めている。
村長
村で一番偉いひと? 何にでも慣れる特技を持つ。
マッタさん
森の図書館の司書。爆破と本が大好き!
ケセランパサラン
普段は雲の上で浮いている巨大な毛玉。会話ができる。
カッパ
池に棲む。冬は池に張った氷の下で寝ている。会話ができる。
スターマイン博士
天文台の館長。宇宙が嫌いな天文学者。
ビノさん
週に1度、森の外から行商にやってくる。
チポママ
チポの母親。巫女の家系。夫が入院している病院がある町に住んでいる。子供の頃は、想像上の悪霊と闘っているふりをして周囲を引かせていた。
ダー
プアンの兄。森に定住せず各地を放浪している。竹には食糧やエネルギー、資源の不足を解決させる潜在力があるという持論を開陳する。吸引すれば多幸感を得られるとして、笹を嗜好品として愛顧している。
チャーミートン
名医と言われている豚。関西弁を喋る。
性的イタズラ妖精シモーヌ
テグーと比べると体は小さく、体長はペン/マーカー程度。背に生える羽で飛ぶ。普段は森の奥で暮らしているが時折人前に現れ下品な落書きや工作をする。
巨獣ラグゥモ
テグーの数十倍の体積を持つ。森が大雪の日に現れ、積もった雪の中を食べながら移動する。体に取り込んだ大量の雪は、雪の降らないラグゥモの故郷の子供達に雪を見せてあげるために上空に吐き出し降らせる。
車掌
旅行蛇に同乗し運行・車内の管理をする。
闇の女王
ハラダとアマチュア無線で交信している人物。「闇の女王」と自称しハラダのことは「森の狩人」と呼んでいる。2万円に関する話題を好む。
透明人間
透明人間同士のトラブルから森で自殺しようとしていた。
シャドウ
暗黒意識生命体でありこの世界にある闇の部分を象徴する存在であると自称している。実在するモノに触れることはできない。
サボ
サボテンから手足が伸びたような身体の冒険家。日光を浴びて栄養を摂る。飛行船で旅をしている。

## スポット
教室
先生が子供達（テグー、チポ、プアン、オロロ）を教育する場。黒板（ホワイトボード）と長机がある。大人達（村長、先生、ハラダさん、アンヒューマ）が会議やビアガーデンをする場所でもある。かまくら状の小さな建物でおこなう場合と屋外の青空教室でおこなう場合とがある。
ゴミ捨て場
色々なものが捨てられている。テグーたちの遊び場ともなっている。
テグーの家
テグー、アンヒューマ、テユーが住んでいる。
チポの家/御神木
大木をくりぬいて作った部屋にチポが一人で住んでいる。巫女の家系にある者が常在しなければ、森を守護する神通力が失われてしまうといわれている。部屋の下部にも電気が通っている居住スペースがあり冬季はここで過ごす。その空間はチポ家の墓も兼ねている。
風車
アンヒューマとハラダさんが管理している。風車の発電によって得られた電力は売却され、村の運営資金に充てられる。
蹴られ地蔵
森の外れにある。蹴ると御利益があると言われている。
灯台
ロンバが灯台守として海の見張りを任されている。オロロとロンバの家宅でもある。灯台守は世襲制。
獄門樹
森の奥にある。幹の部分が一回転してねじれており、そのねじれ部分は穴を形成している。穴は一日周期で拡縮を繰り返す性質があるため、かつては死刑の方法として罪人の身体をその穴に通しておくということもあったらしい。
図書館/洞窟
森の洞窟を図書館として利用している。村長の意向により有事の際はシェルターに転用するため、常に容積拡大のための発破工事が行なわれている。図書館の司書および洞窟の工事はマッタさんが担っている。どん底温泉と繋がっている通路がある。
池
円形で、冬は氷が張ってスケートができるようになる。カッパが棲んでいる。
どん底温泉
森の奥深く、垂直に掘られた穴の底にある温泉。穴は梯子で昇り降りする。大人一人用とされているが複数人が浸かれるだけの広さはある。底部には図書館と繋がっている通路があり、図書館/洞窟と同様マッタさんが管理している。
天文台
天体望遠鏡が設置されている。館長はスターマイン博士。
ロープウェイ
村と村の向こうの山とを繋いでいる。ゴンドラは箱型で数人が乗車できる。単線運転。現在は向こうの山に住んでいる先生くらいしか利用していない。
先生の家
先生が暮らしている。村の向こうの山にあるため村との往来はロープウェイを使う。外見はモンゴルのゲルのような形状。内部はカーテンによるしきりがある。
吊り橋
谷間に架けられた木製の橋。幅は細い。古い上に原始的なつくりのため渡るだけで揺れる。釣りの穴場として利用する者もいる。
プアンの家
プアンが暮らしている。ダーが滞在していることもある。つくりは掘立柱建物となっている。竹林の中に建っている。
墓地
灯台と反対側の岬にある。墓石の形状はひざ下程度の高さで、上方から見たタテヨコは数十センチメートル～1メートル程度の長方形。
旅行蛇
年に数回森の北側を通る。稀に森の中を通ることもある。全長は数キロメートル。体の両端がどちらも頭になっているためどちらの方向に進むこともできる。それぞれの頭部はその顔の相貌から「変顔」「キメ顔」と呼ばれる。背にいくつものテントを乗せ客を運ぶ。車掌がついている。
くしゃみ花
花粉を飛ばす花。人間の背丈を遥かに越える高さ。自我をもっており、駆除されたり花粉を飛ばさないように言われたりすると疑問を呈される。

## 書誌情報
- 施川ユウキ 『森のテグー』 秋田書店〈ヤングチャンピオンコミックス〉、全2巻
  1. 2009年11月20日発売。 ISBN 978-4-253-14593-0
  2. 2011年1月20日発売。 ISBN 978-4-253-14594-7